# دوري توفالو لكرة القدم 2003
دوري توفالو لكرة القدم 2003 هو موسم من دوري توفالو لكرة القدم. فاز فيه F.C. Niutao ‏.